# Hofterups socken
Hofterups socken i Skåne ingick i Harjagers härad, ingår sedan 1974 i Kävlinge kommun och motsvarar från 2016 Hofterups distrikt.
Socknens areal är 12,25 kvadratkilometer varav 12,24 land. År 2000 fanns här 1 956 invånare.  Huvuddelen av tätorten Hofterup samt sockenkyrkan Hofterups kyrka ligger i socknen. 

## Administrativ historik
Socknen har medeltida ursprung. 
Vid kommunreformen 1862 övergick socknens ansvar för de kyrkliga frågorna till Hofterups församling och för de borgerliga frågorna bildades Hofterups landskommun. Landskommunen uppgick 1952 i Löddeköpinge landskommun som uppgick 1974 i Kävlinge kommun. Församlingen uppgick 2022 i Dösjebro församling.
1 januari 2016 inrättades distriktet Hofterup, med samma omfattning som församlingen hade 1999/2000.  
Socknen har tillhört län, fögderier, tingslag och domsagor enligt vad som beskrivs i artikeln Harjagers härad. De indelta soldaterna tillhörde Norra skånska infanteriregementet, Onsjö kompani och Skånska husarregementet, Landskrona skvadron, Landskrona kompani.

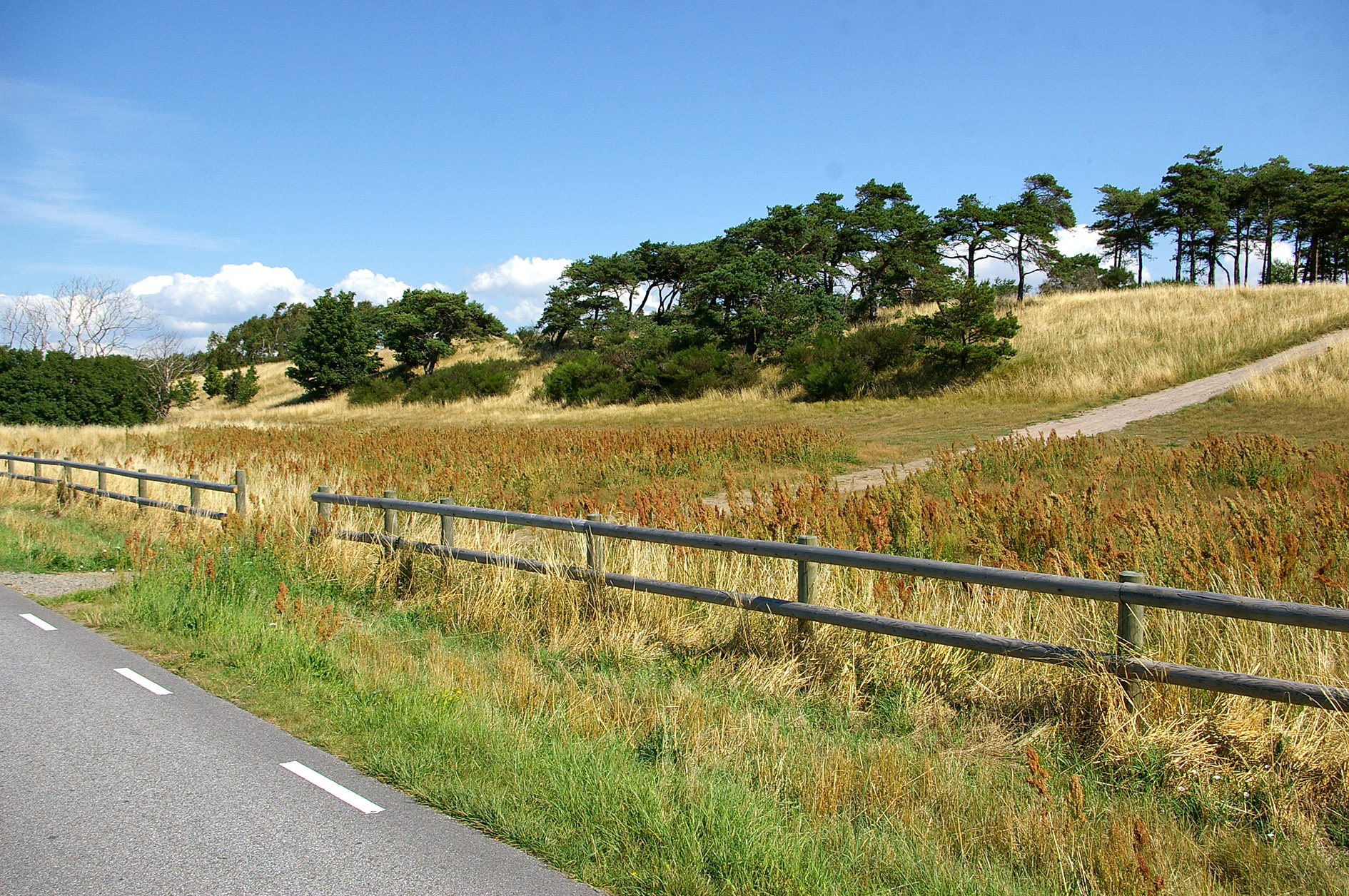
Järavallen ligger i socknens västra delar.

## Geografi
Hofterups socken ligger sydost om Landskrona vid Öresund, Lundåkrabukten. Socknen är en odlad slättbygd, nu delvis skogsplanterad och tättbebyggd.

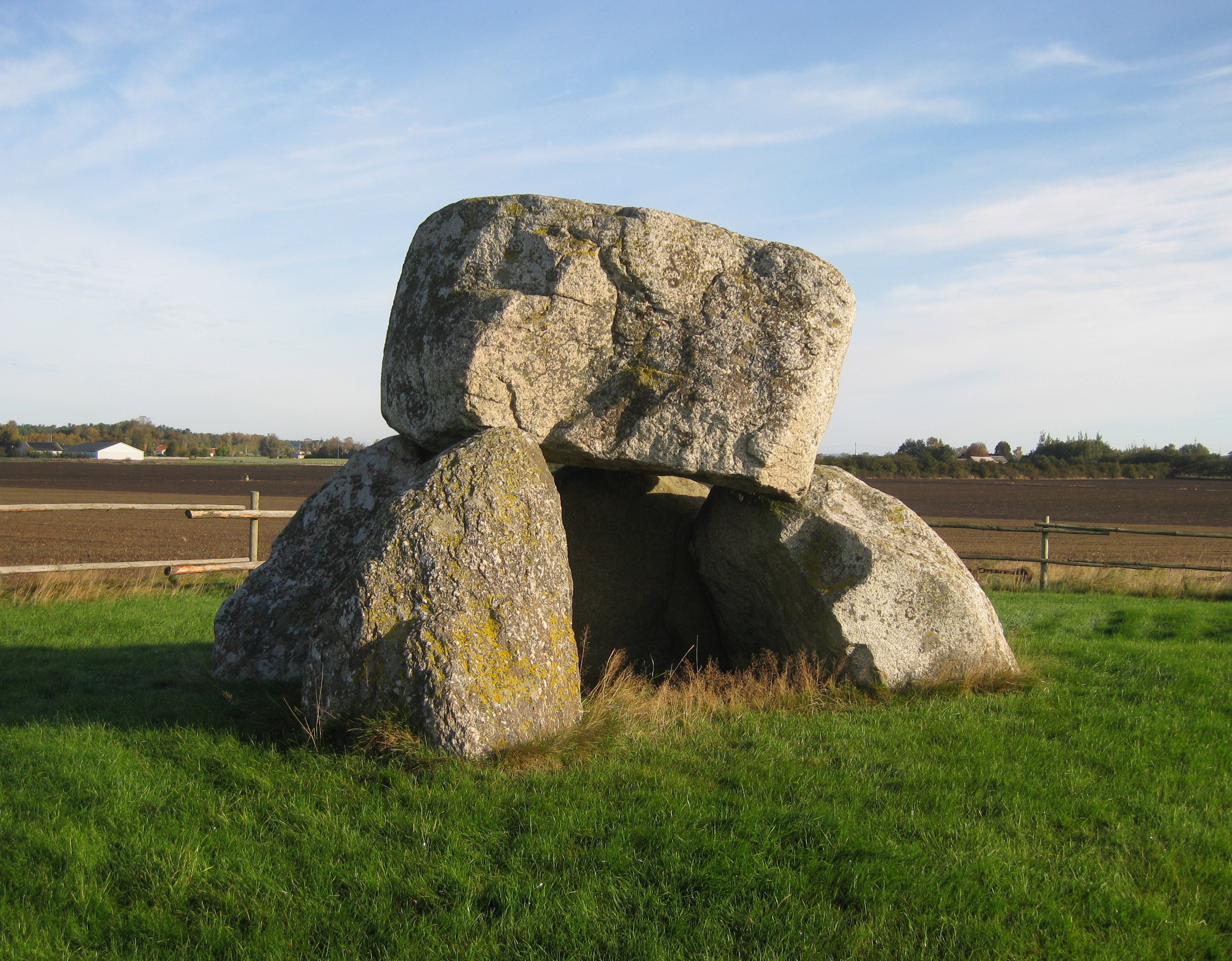
Hofterupsdösen

## Fornlämningar
15 boplatser och en dös, Hofterupsdösen, från stenåldern är funna.

## Namnet
Namnet skrevs i mitten av 1100-talet Hortethorp och kommer från kyrkbyn. Namnet innehåller mansnamnet Horta och torp, 'nybygge'..